# Powellia involutifolia
Powellia involutifolia är en bladmossart som beskrevs av Mitten 1868. Powellia involutifolia ingår i släktet Powellia och familjen Racopilaceae. Inga underarter finns listade i Catalogue of Life.